# Museu Thorvaldsen
O Museu Thorvaldsen (Thorvaldsens Museum) é um museu de arte dedicado à preservação da obra e da memória de Bertel Thorvaldsen, um dos grandes escultores do Neoclassicismo europeu. Está localizado em Copenhagen, na Dinamarca.
Além de possuir a maior parte dos originais em gesso que deram origem às suas esculturas, o acervo do museu guarda objetos pessoais, documentos, e uma seção composta pela grande coleção de arte e antiguidades do escultor.

## O edifício
O prédio onde hoje se instala o Museu Thorvaldsen antigamente era o das cocheiras reais, junto ao palácio Christiansborg, no centro de Copenhagen, mas foi completamente refeito entre 1839 e 1848 por Michael Gottlieb Bindesbøll, ainda que conserve as proporções semelhantes ao edifício original. Sua fachada é discreta, com cinco grandes portas encimadas por janelas retangulares, emolduradas por elementos em relevo, com pilastras coríntias nos cantos e uma robusta cornija levemente ornamentada acima. Sobre o centro do edifício foi instalado um grupo estatuário em bronze, que representa uma quadriga conduzida pela Vitória. Nas laterais corre uma série de painéis em pintura executados por Jørgen Sonne, que ilustram episódios da vida do artista e cenas da chegada de algumas das obras de arte ao museu.
O interior se divide em três pavimentos com diversas pequenas salas de exposição, que propiciam ambientes tranquilos para a apreciação do acervo sem o impacto distrativo de uma visão geral indiscriminada. O saguão está decorado com os originais das peças de grandes dimensões, e o grupo do Cristo e os Apóstolos que produziu para a Catedral de Nossa Senhora ocupa uma sala especial. A decoração de cada sala varia em seus mosaicos e cores, e os motivos ornamentais evocam a decoração dos edifícios da antiguidade clássica.

## História
O Museu surgiu a partir de uma sugestão feita em 1827 pelo próprio artista ao príncipe herdeiro Christian Frederik, mais tarde o rei Cristiano VIII, de que ele doaria sua coleção à Dinamarca se se construísse um local adequado para sua preservação. Em 1830 o artista confirmou seu intento legando em testamento seu espólio para o país, e em 1837 foi lançado um movimento nacional para angariar fundos para a obra.

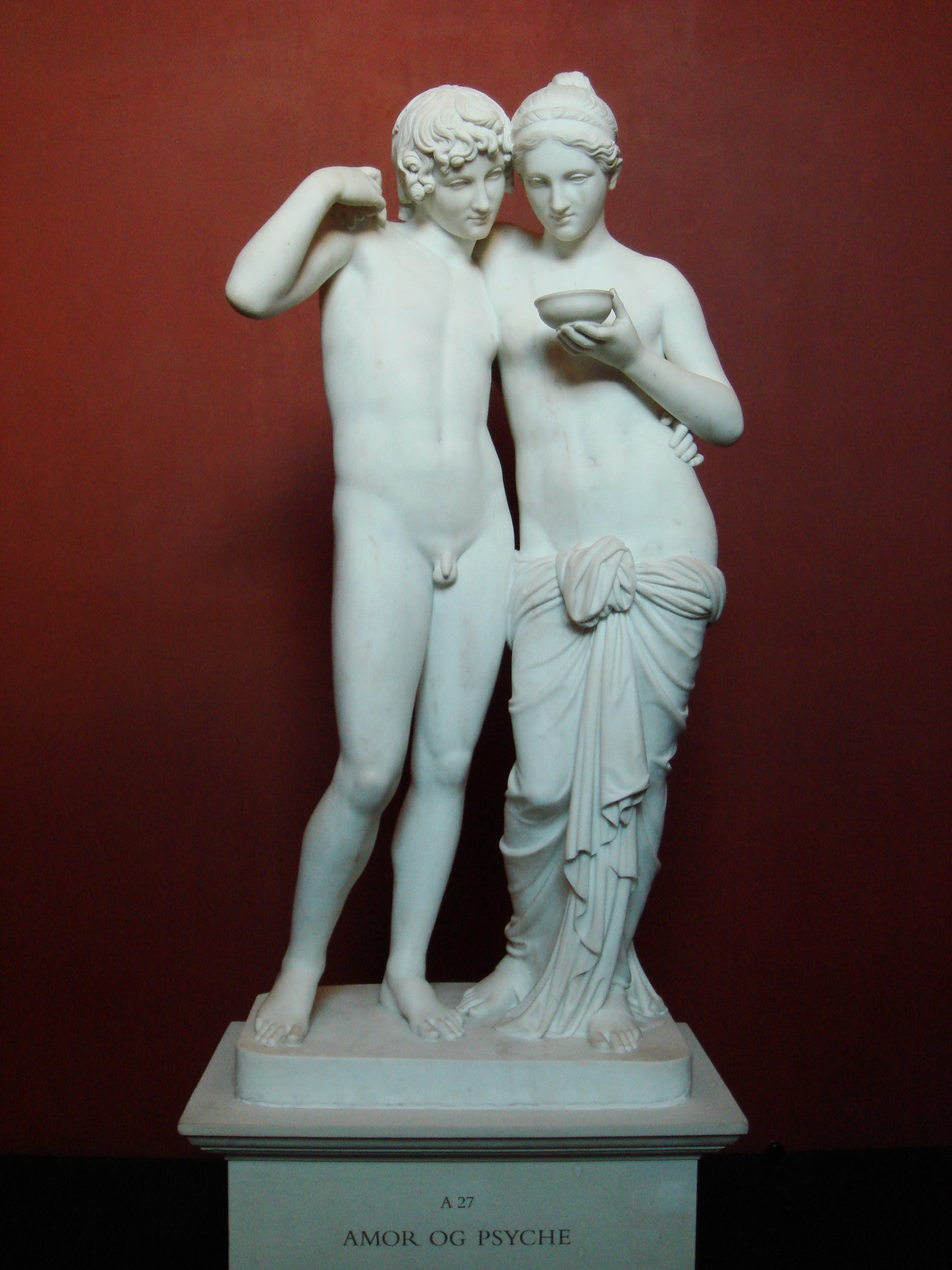
Amor e Psiquê

Quando Thorvaldsen voltou para a Dinamarca em 1840 depois de quase quarenta anos residindo em Roma, o rei doou o terreno para a construção do museu, e a cidade de Copenhagen contribuiu com elevada quantia. Foi indicado o arquiteto Michael Bindesbøll para gerir o trabalho e as obras iniciaram em 1839, sendo inaugurado em 18 de setembro de 1848. A esta altura o escultor já não existia, e seus despojos foram trasladados da Catedral de Copenhagen para uma tumba no pátio interno.

## Acervo
O cerne da coleção é o acervo de originais em gesso criados para o autor como modelo em tamanho definitivo para suas esculturas, que eram trasferidas para o mármore ou o bronze a partir destes originais. Além disso existem algumas peças finalizadas em mármore, esboços, desenhos, pinturas, livros e muitos outros objetos pessoais do artista. No total são quase 300 relevos, 90 obras e estatuária e 150 bustos.
Outra seção é de obras de escultura de outros artistas, há um departamento de cópias de obras clássicas de escultura, e a coleção se completa com o grupo de antiguidades, numismática, vasos, pinturas, desenhos e gravuras reunido pelo escultor em sua vida, que são de nível internacional, com peças dos principais artistas europeus seus contemporâneos. 

## Galeria

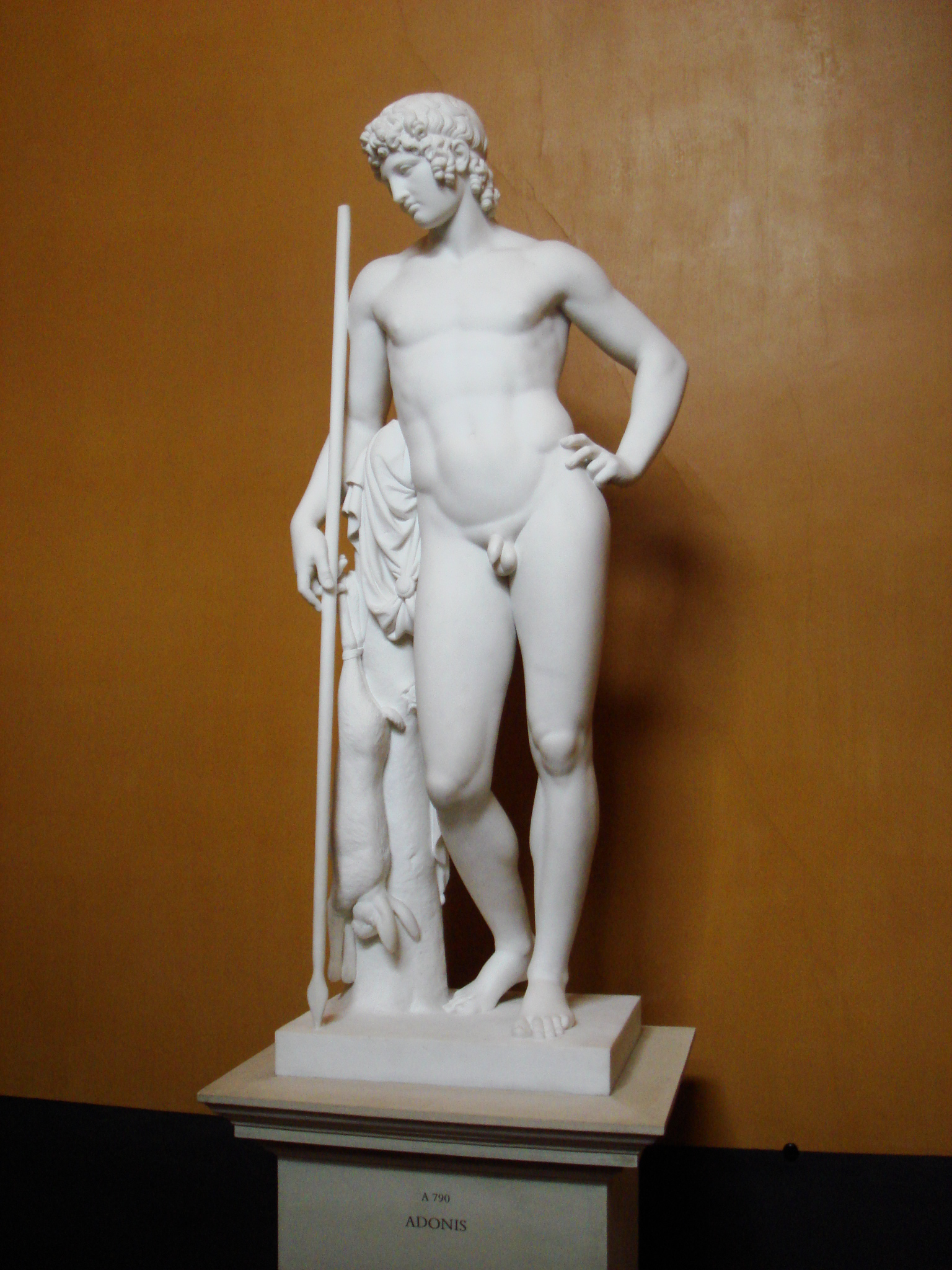
Adônis
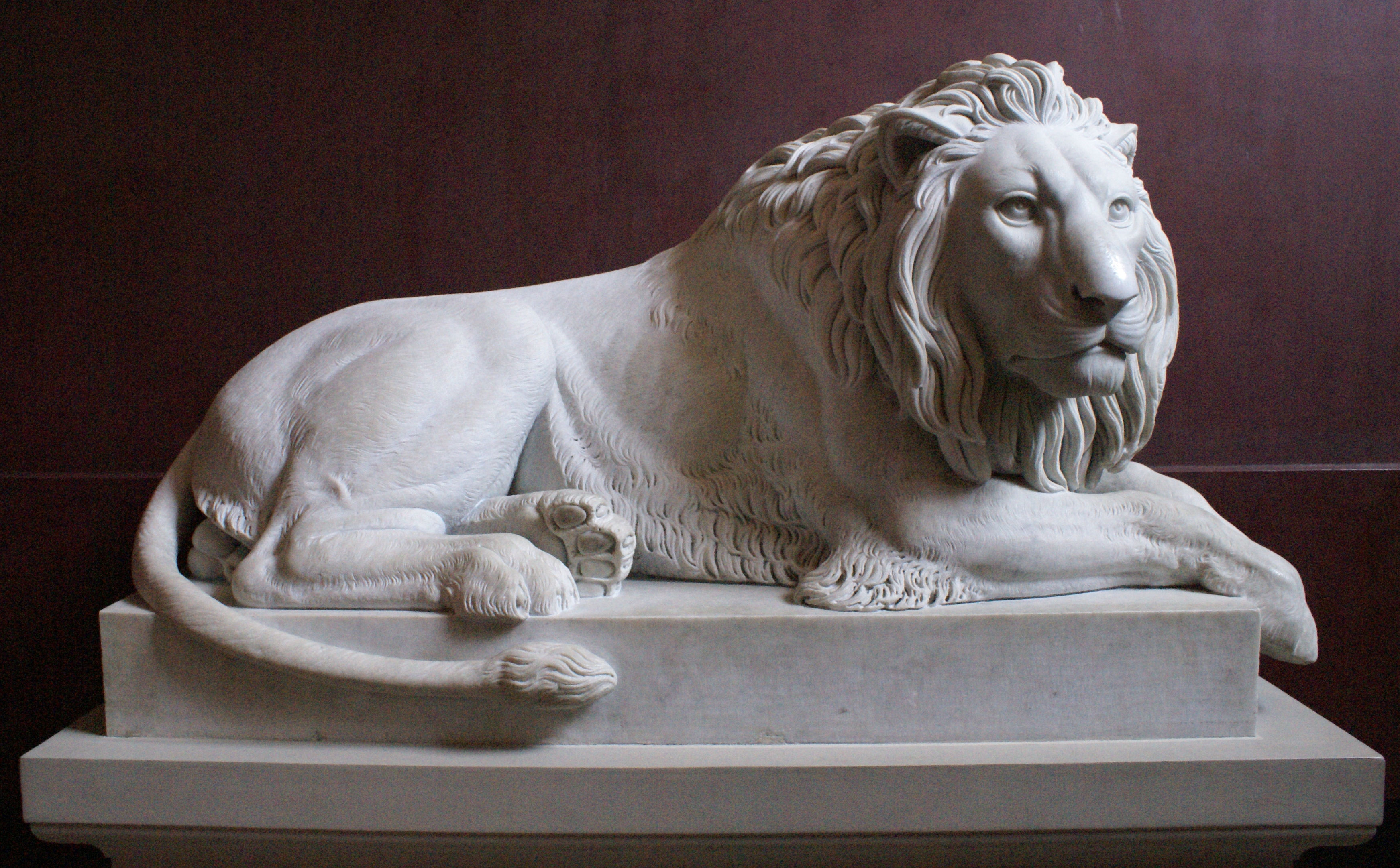
Leão
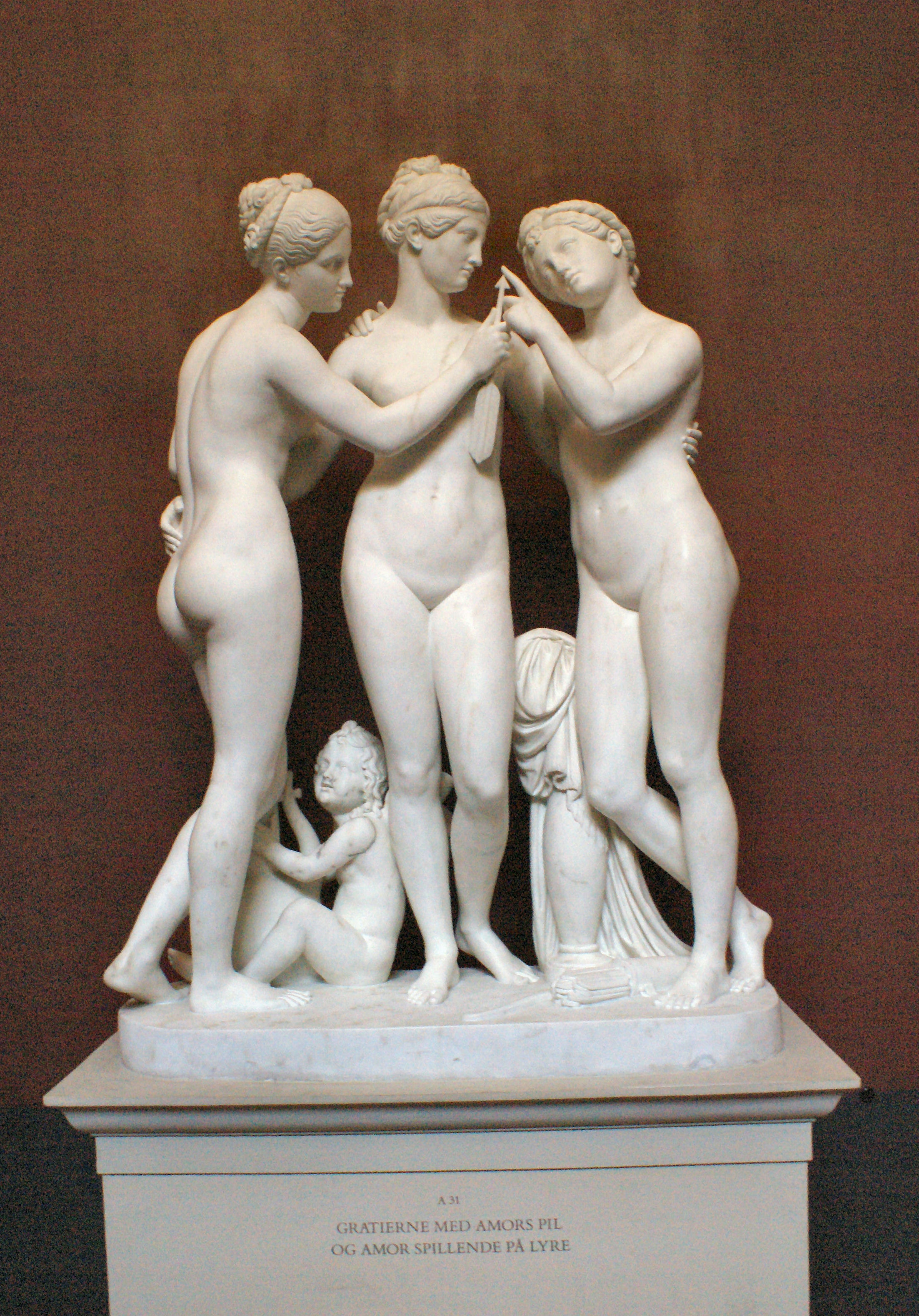
As três Graças e Amor
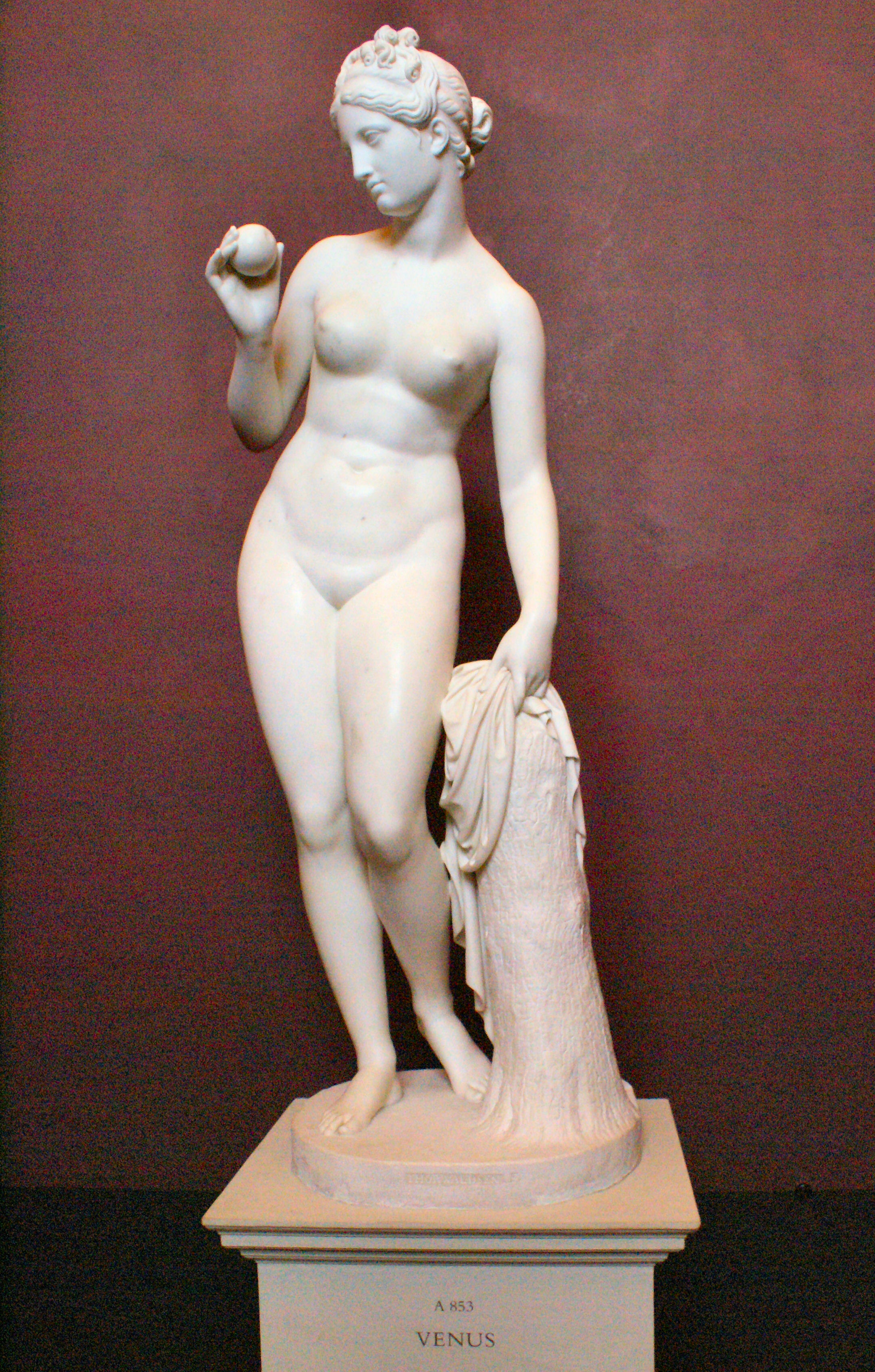
Vênus com a maçã